# Premier van Singapore
De premier van Singapore is de regeringsleider van de republiek Singapore. De premier wordt aangeduid door de president van Singapore. De premier is altijd een verkozen lid van het parlement dat volgens de president het vertrouwen geniet van de meerderheid van de verkozenen. In de praktijk is de premier de voorzitter van de partij met de meeste verkozenen in het parlement. De huidige premier is Lawrence Wong van de People's Action Party.

## Geschiedenis
De post van premier in Singapore bestaat sinds 5 juni 1959. Op die datum kreeg Singapore zelfbestuur binnen het Britse Rijk en legde Lee Kuan Yew de eed af als premier. De titel van premier bleef ook onveranderd toen Singapore samen met Malakka, Sarawak en Noord-Borneo in 1963 de staat Maleisië vormde terwijl er ook een premier was voor de nieuw gevormde natie Maleisië.
Tussen 1955 en 1959 was de regeringsleider de chief minister.
Toen Singapore in 1965 uit het verbond met Maleisië stapte en weer onafhankelijk werd, bleef de post van premier behouden en kwam er een president van Singapore als ceremonieel staatshoofd. In 1991 kwam in Singapore een nieuwe grondwet tot stand, die de president een zekere uitvoerende macht gaf, zoals een vetorecht over de regering. De grondwet wijst echter de controle van het bestuur aan het kabinet toe en gebiedt de president om met advies van het kabinet te handelen. Alle bestuurlijke macht is in de praktijk dus in handen van de premier en zijn kabinet.

## Macht
De premier is in de eerste plaats verantwoordelijk voor het dagelijkse bestuur en het uitvoeren van het beleid van de overheid. Als voorzitter van de grootste partij is hij ook verantwoordelijk om wetgevingen goed te laten keuren in het parlement.
De premier duidt ook de speaker en voorzitter van het parlement aan, deze ambten zijn verantwoordelijk voor het regelen van de overheidszaken en het uitvoeren van het wetgevende programma op aangeven van de premier en het kabinet.
De premier kiest ook zijn eigen kabinet door de president te adviseren, eens het kabinet is samengesteld is het ook een voorrecht van de premier om de benoeming van een minister te veranderen, te behouden of in te trekken.
Voor de benoeming van de procureur-generaal wordt de president door de premier geadviseerd.
De premier zal de president ook adviseren om een noodtoestand uit te roepen, als de argumentatie hiervoor voldoende is zal de president deze ook uitroepen. Ook op het vlak van defensie heeft de premier de uitvoerende macht over de leger van Singapore via de Armed Forces Council. Deze raad bestaat uit de minister van defensie, de permanente secretaris van defensie en de stafchefs die allemaal worden benoemd door de president op advies van de premier.

## Lijst van premiers
| Nr. | Foto | Naam                     | Verkozen                                       | Partij                | Begin ambt       | Einde ambt       | Info |
| --- | ---- | ------------------------ | ---------------------------------------------- | --------------------- | ---------------- | ---------------- | --- |
| 1   |      | Lee Kuan Yew (1923–2015) | 1959, 1963, 1968, 1972, 1976, 1980, 1984, 1988 | People's Action Party | 5 juni 1959      | 28 november 1990 | Langstzittende premier van Singapore, werd acht keer verkozen Maakte van Singapore een welvarende natie en een eerstewereldland                                                                  |
| 2   |      | Goh Chok Tong (1941)     | 1991, 1997, 2001                               | People's Action Party | 28 november 1990 | 12 augustus 2004 | Voerde de rechtstreekse verkiezing van de president in en nam maatregelen om het aantal voertuigen te beperken Leidde Singapore door verschillende crisissen, zoals de SARS-uitbraak (2002–2004) |
| 3   |      | Lee Hsien Loong (1952)   | 2006, 2011, 2015, 2020                         | People's Action Party | 12 augustus 2004 | 15 mei 2024      | Zoon van de eerste premier Lee Kuan Yew Voerde de vijfdaagse werkweek in voor ambtenaren in de hoop het geboortecijfer te verhogen                                                               |
| 4   |      | Lawrence Wong (1972)     |                                                | People's Action Party | 15 mei 2024      |                  | |